# Raja Pur Khurd
Raja Pur Khurd es una ciudad censal situada en el distrito de Delhi occidental,  en el territorio de la capital nacional,  Delhi (India). Su población es de 19312 habitantes (2011). 

## Demografía
Según el censo de 2011 la población de Raja Pur Khurd era de 19312 habitantes, de los cuales 10288 eran hombres y 9024 eran mujeres. Raja Pur Khurd tiene una tasa media de alfabetización del 82,49%, inferior a la media estatal del 86,21%: la alfabetización masculina es del 90,72%, y la alfabetización femenina del 72,96%.